# Рословка (Брянская область)
Рословка — деревня в Суражском районе Брянской области России. Входит в состав Дубровского сельского поселения.

## География
Деревня находится в северо-западной части Брянской области, в зоне хвойно-широколиственных лесов, в пределах части Приднепровской низменности, при автодороге 15Н-2519, на расстоянии примерно 15 километров (по прямой) к северо-востоку от города Суража, административного центра района. Абсолютная высота — 167 метров над уровнем моря.

### Климат
Климат характеризуется как умеренно континентальный с достаточным увлажнением, тёплым летом и умеренно холодной зимой. Среднегодовая многолетняя температура воздуха составляет 5,4 °С. Средняя температура воздуха самого тёплого месяца (июля) — 18,1 °C (абсолютный максимум — 37 °C); самого холодного (января) — −8 — −7,5 °C (абсолютный минимум — −37 °C). Период активной вегетации растений (с температурой выше 10°С) составляет 144 дня. Среднегодовое количество атмосферных осадков составляет 554 мм, из которых большая часть (285 мм) выпадает в тёплый период. Снежный покров держится в течение 120—130 дней.

### Часовой пояс
Деревня Рословка, как и вся Брянская область, находится в часовой зоне МСК (московское время). Смещение применяемого времени относительно UTC составляет +3:00.

## История
Впервые упоминается в начале XVIII века как владение Панкевичей, позднее Губчицев и других. 
С 1861 до 1924 в Новодроковской волости Суражского (с 1921 - Клинцовского) уезда; позднее в Суражской волости, Суражском районе (с 1929). 
В 1920-1930-х годах и в 1954-1974 в Далисичском сельсовете, с 1930-х годов по 1954 и в 1974-2005 в Слищенском сельсовете.

## Население
| 2010 | 2013 |
| ---- | ---- |
| 75   | ↘67  |

### Национальный состав
440 человек (1926), в национальной структуре населения русские составляли 100 % 81 человек (2002).
Будет упразднена как фактически не существующая в связи с переселением всех жителей на постоянное место жительства в другие населённые пункты.